# Pisseleux
Pisseleux est un quartier de la commune de Villers-Cotterêts et une ancienne commune française, située dans le département de l'Aisne en région Hauts-de-France.

## Histoire
La commune de Pisseleux a été créée lors de la Révolution française. Le 1er juillet 1971, elle est supprimée à la suite d'un arrêté préfectoral du 28 juin 1971. Son territoire est alors rattaché à la commune voisine de Villers-Cotterêts par le même arrêté.

## Géographie
La commune avait une superficie de 20,76 km2.

## Administration
Jusqu'à sa suppression en 1971, la commune faisait partie du canton de Villers-Cotterêts dans le département de l'Aisne. Elle portait le code commune 02603. Elle appartenait aussi à l'arrondissement de Soissons depuis 1801 et au district de Soissons entre 1790 et 1795. La liste des maires de Pisseleux est :
| Période                                  | Période | Identité | Étiquette | Qualité |
| ---------------------------------------- | ------- | -------- | --------- | ------- |
|                                          |         |          |           |         |
| Les données manquantes sont à compléter. |         |          |           |         |

## Démographie
Jusqu'en 1971, la démographie de Pisseleux était :
| 1793 | 1800 | 1806 | 1821 | 1831 | 1836 | 1841 | 1846 | 1851 |
| ---- | ---- | ---- | ---- | ---- | ---- | ---- | ---- | ---- |
| 71   | 95   | 109  | 111  | 102  | 99   | 94   | 129  | 112  |

| 1856 | 1861 | 1866 | 1872 | 1876 | 1881 | 1886 | 1891 | 1896 |
| ---- | ---- | ---- | ---- | ---- | ---- | ---- | ---- | ---- |
| 156  | 192  | 208  | 179  | 200  | 287  | 330  | 364  | 433  |

| 1901 | 1906 | 1911 | 1921 | 1926 | 1931 | 1936 | 1946 | 1954 |
| ---- | ---- | ---- | ---- | ---- | ---- | ---- | ---- | ---- |
| 465  | 514  | 592  | 579  | 606  | 638  | 638  | 659  | 606  |

| 1962 | 1968  | - | - | - | - | - | - | - |
| ---- | ----- | - | - | - | - | - | - | - |
| 661  | 1 124 | - | - | - | - | - | - | - |

## Patrimoine
- Chartreuse de Bourgfontaine [5]